# Iphis (mythe)

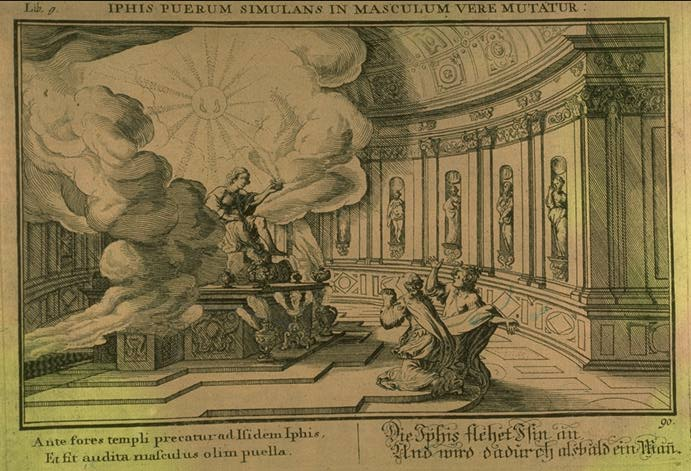
Isis verandert de sekse van Iphis.

Iphis (Oudgrieks: Ἶφις) was volgens de Griekse en Romeinse mythologie een kind van Telethusa en Ligdus van Kreta die als vrouw werd geboren, opgevoed werd als man en door de godin Isis getransformeerd werd tot een man.

## Mythe
Volgens Ovidius Metamorfosen was Iphis de dochter van Telethusa en Ligdus. Ze waren een arm koppel die geen bruidsschat konden betalen als hun nog ongeboren kind een dochter was. Ligdus kwam dan tot de conclusie dat hij het kind van zijn vrouw moest doden als het geen jongen was. Telethusa werd in de nacht bezocht door de godin Isis, die vergezeld werd door Anubis, Bastet en Apis. Zij beloofden haar dat ze het kind zouden bijstaan als het geboren werd.
Telethusa gaf geboorte aan een dochter en verborg vervolgens het geslacht van haar kind voor de vader en voedde het kind als een zoon op. Ligdus noemde het kind naar zijn eigen vader Iphus. Toen Iphus de adolescentie bereikte regelde Ligdus voor zijn kind een huwelijk met de schone Ianthe, de dochter van Telestes. Ianthe en Iphus raakte op elkaar verliefd zonder dat Ianthe wist dat Iphus eigenlijk een vrouw was. Iphus bad tot Juno om haar te redden uit de netelige situatie waar ze inzat. Een dag voor het huwelijk met Ianthe bracht de eveneens bezorgde Telethusa Iphus naar de tempel van Isis en bad ze dat de godin haar dochter zou helpen. Isis beantwoordde het verzoek door Iphis te transformeren tot man. De mannelijke Iphis trouwde met Ianthe en de twee zouden nog lang en gelukkig leven.

## Interpretaties
De mythe toont overeenkomsten met de mythe van Leucippus van Kreta en zou een variant daarop kunnen zijn.